# Sozialer Wohnungsbau in Berlin

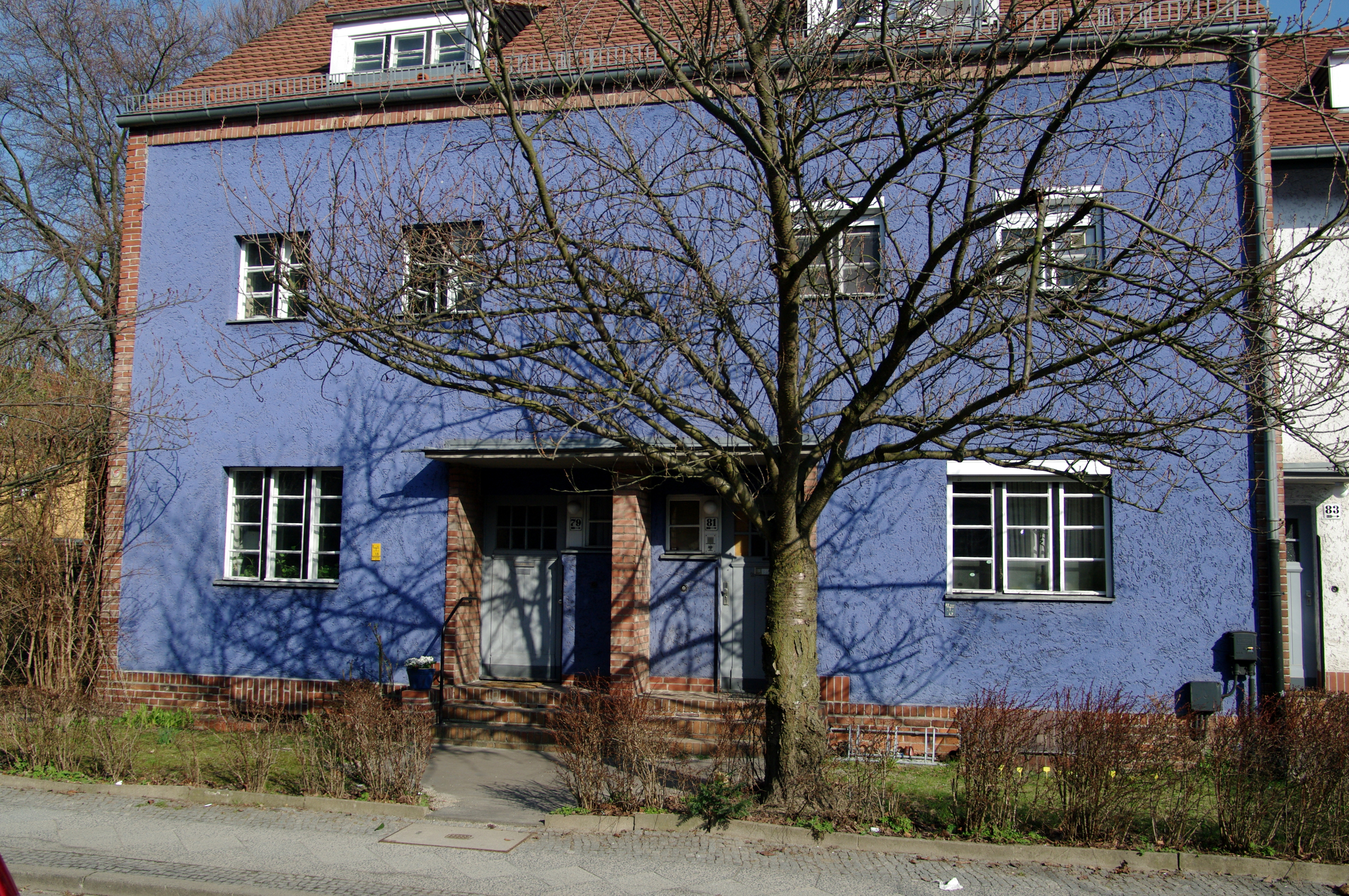
Haus in der Hufeisensiedlung, die zwischen 1925 und 1933 als Projekt des sozialen Wohnungsbaus errichtet wurde

Sozialer Wohnungsbau in Berlin bezeichnet den staatlich geförderten Bau von Wohnungen in Berlin für soziale Gruppen, die ihren Wohnungsbedarf aufgrund ihres geringen Einkommens nicht am freien Wohnungsmarkt decken können. Dabei erhöht der Staat durch Subventionen das private Angebot von erschwinglichen Wohnungen. Private Bauherren, gewerbliche oder gemeinnützige Wohnungsbauunternehmen und auch Genossenschaften können Fördermittel in Anspruch nehmen.
Obergrenze der Mietforderung ist die Sozialmiete. Diese liegt unter der Kostenmiete, die zur Deckung der laufenden Aufwendungen unter Berücksichtigung der tatsächlichen Finanzierungskosten – einschließlich der öffentlichen Baudarlehen – erforderlich ist.
Um die Differenz zwischen Sozial- und Kostenmiete auszugleichen, erhalten Bauherren beziehungsweise Eigentümer finanzielle Unterstützung beispielsweise durch Zuschüsse oder zinsvergünstigte Darlehen. Damit sind sie verpflichtet, günstigen Wohnraum sozial Schwachen anzubieten. Sind die Fördermittel getilgt, entfallen Belegbindung als auch die Bindung an die Sozialmiete.
Sozialer Wohnungsbau ist zu unterscheiden von staatlichem Wohnungsbau, bei dem die öffentliche Hand baut, selbst Wohnungen erwirbt und sie zu vergünstigten Konditionen anbietet. Diese Praxis charakterisierte die Wohnungsbaupolitik der DDR, in der der Wohnungsbestand staatlicher Kontrolle unterlag. Aus diesen Gründen kann im oben genannten Sinn erst seit der Wiedervereinigung von sozialem Wohnungsbau in den östlichen Bundesländern und Ost-Berlin gesprochen werden.

## Chronologie des sozialen Wohnungsbaus in Berlin

### Vorgeschichte
Der soziale Wohnungsbau hat seine Wurzeln im 19. und frühen 20. Jahrhundert. In der ersten Hälfte des 19. Jahrhunderts führte der Zustrom von Arbeitskräften aus ländlichen Regionen in vielen europäischen Städten zu erheblichen Wohnraummangel. Eine staatliche Wohnungspolitik und Wohnungsbauförderung fehlten und kommunale Förderungen setzten nur zögerlich ein.
1889 ermöglichte das Genossenschaftsgesetz die Gründung von Genossenschaften mit beschränkter Haftungspflicht. Verschiedene Wohnungsbaugenossenschaften schufen in Berlin von 1890 bis 1915 ohne direkte staatliche Hilfe jährlich rund 5.000 Wohnungen, die trotz des sozialen Engagements das Wohnungsproblem jedoch nicht wesentlich abmilderten. Prototypen der Genossenschaftswohnungen in Berlin sind verschiedene innerstädtische Blockbauweisen sowie Gartenstädte und Wohnhöfe mit geringerer Bauhöhe und -dichte.
Nach dem Ersten Weltkrieg entwickelte Berlin erstmals ein System öffentlicher Wohnungsbauförderung und ein funktionierendes Kreditwesen. Es gründeten sich leistungsfähige Wohnungsbau-Unternehmen, die im Wesentlichen als Kapitalgesellschaften agierten. Sie wurden durch Kommunen und Länder, von Gewerkschaften und gesellschaftlichen Institutionen sowie als Werkswohnungsbaugesellschaften von Industrie- und Wirtschaftsunternehmen errichtet. Nach 1918 etablierten sich acht städtische Wohnungsbauunternehmen in Berlin, die bis 1936 selbstständig arbeiteten und sich später als Gemeinnützige Siedlungs- und Wohnungsbaugesellschaft (GSW) zusammenschlossen. Die GSW wurde 1924 durch die Stadt Berlin und den preußischen Staat gegründet und ist derzeit das größte Wohnungsunternehmen in Berlin. Zur gleichen Zeit bauten verschiedene Gewerkschaften die Deutsche Wohnungsgesellschaft (DEWOG) sowie die Gemeinnützige Heimstätten-, Spar- und Bau-Aktiengesellschaft (GEHAG) auf.
Favorisiert wurde ein rationeller und sozialer Massenwohnungsbau. Bereits in den Notjahren bis 1923 entstanden 500.000 Neubauwohnungen, 1924 bis 1932 weitere zwei Millionen, überwiegend mit öffentlicher Förderung.
Berlin realisierte in den 1920er und frühen 1930er Jahren eine Reihe von international bedeutenden Arbeitersiedlungen, so zum Beispiel die Hufeisensiedlung Britz, die Gartenstadt Falkenberg, die Weiße Stadt, die Großsiedlung Siemensstadt, die Wohnstadt Carl Legien und die Siedlung Schillerpark. Diese sechs sogenannten Siedlungen der Berliner Moderne sind seit 2008 in die UNESCO-Welterbe-Liste aufgenommen.

### Sozialer Wohnungsbau nach dem Zweiten Weltkrieg

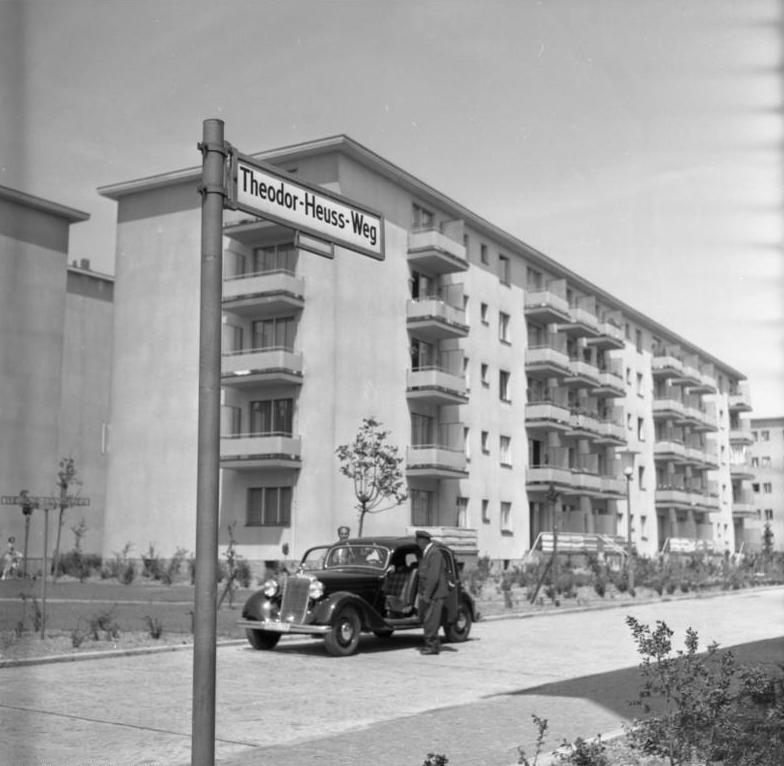
Ernst-Reuter-Siedlung, Juli 1955

Nach dem Zweiten Weltkrieg herrschte in Deutschland akute Wohnungsnot. Der Wohnungsbau stand von nun an bis in die 1970/1980er Jahre ganz oben auf der Liste politischer Prioritäten. Die Verabschiedung des Ersten Wohnungsbaugesetzes 1950 stellt den Beginn des sozialen Wohnungsbaus in Deutschland dar. Dieses Gesetz galt ab 1952 auch für West-Berlin. Gemeinnützige Gesellschaften sollten durch öffentliche Mittel erschwingliche und bedarfsgerechte Mietwohnungen für breite Schichten der Bevölkerung verwirklichen. Die ersten Projekte, die in West-Berlin entstanden waren 1955 die Ernst-Reuter-Siedlung in Berlin-Gesundbrunnen und 1956 die Otto-Suhr-Siedlung in Berlin-Kreuzberg. Das zweite Wohnungsbaugesetz von 1956 zielte dahingegen darauf ab, das Einzeleigentum insbesondere von einkommensschwächeren Bevölkerungsschichten zu fördern. Alle Bauherren, auch Privatpersonen, hatten Zugang zu den Wohnungsbaufördermitteln.
In den 1960er Jahren begann Berlin mit dem Bau von modernen Großsiedlungen, unter anderem Märkisches Viertel und Gropiusstadt, die im Rahmen staatlicher Förderprogramme als sozialer Wohnungsbau realisiert wurden. In den 1970er Jahren verschoben sich Neubauaktivitäten des sozialen Wohnungsbaus stärker auf kleinere Einzelvorhaben. Abweichend vom Hochhaus-Konzept der „Urbanität durch Dichte“ und „autogerechten Stadt“ wie im Märkischen Viertel und in der Gropiusstadt wurde die High-Deck-Siedlung errichtet. Das ursprünglich als innovativ beurteilte städtebauliche Konzept einer funktionalen Trennung von Fußgängern und Autoverkehr mit hochgelagerten, begrünten Wegen (den namensgebenden „High-Decks“) erwies sich allerdings schnell als gescheitert.
Einen Höhepunkt des sozialen Wohnungsbaus in Berlin stellen die Projekte dar, die Berlin im Rahmen der Internationalen Bauausstellung 1984–87 (IBA Berlin 1987) verwirklichte. Unter den Schlagworten „Behutsame Stadterneuerung“ und „Kritische Rekonstruktion“ wurden zahlreiche Wohnbauten für sozial Schwache realisiert.
Damit manifestierte sich eine Abkehr von den städtebaulichen Vorstellungen, die zu den Großsiedlungen der früheren Jahre führte. Diese entstanden aus der Vorstellung heraus, dass das städtische Umfeld klar in Zonen mit unterschiedlichen Funktionen – Arbeiten, Wohnen, Freizeit etc. – einzuteilen sei. Seit den 1970er Jahren wuchs jedoch die Kritik an solchen Modellen zunehmend. Stadtplaner erhoben die räumliche Durchmischung von Arbeitsplatz, Wohnort, Konsum- und Freizeitangeboten zum Ideal, wie sie sich in den Zentren europäischer Städte über Jahrhunderte hinweg etabliert hatte. So erfuhren mit der IBA 1987 innerstädtische Strukturen als Wohnort für sozial schwache Bewohner eine Neuentdeckung. Dabei entstanden auch ressourcenschonende und umweltverträgliche Bauten, so etwa das Solarhaus Lützowstraße im Stadtteil Tiergarten, ein frühes Beispiel eines Mehrfamilienhauses als Energiespargebäude.
In den 1990er Jahren wurde die Förderung des sozialen Wohnungsbaus zunehmend reduziert, wodurch immer weniger Projekte realisiert wurden. 2002 stellte der Senat den sozialen Wohnungsbau in Berlin gänzlich ein.

## Ausgewählte Projekte

### Hansaviertel

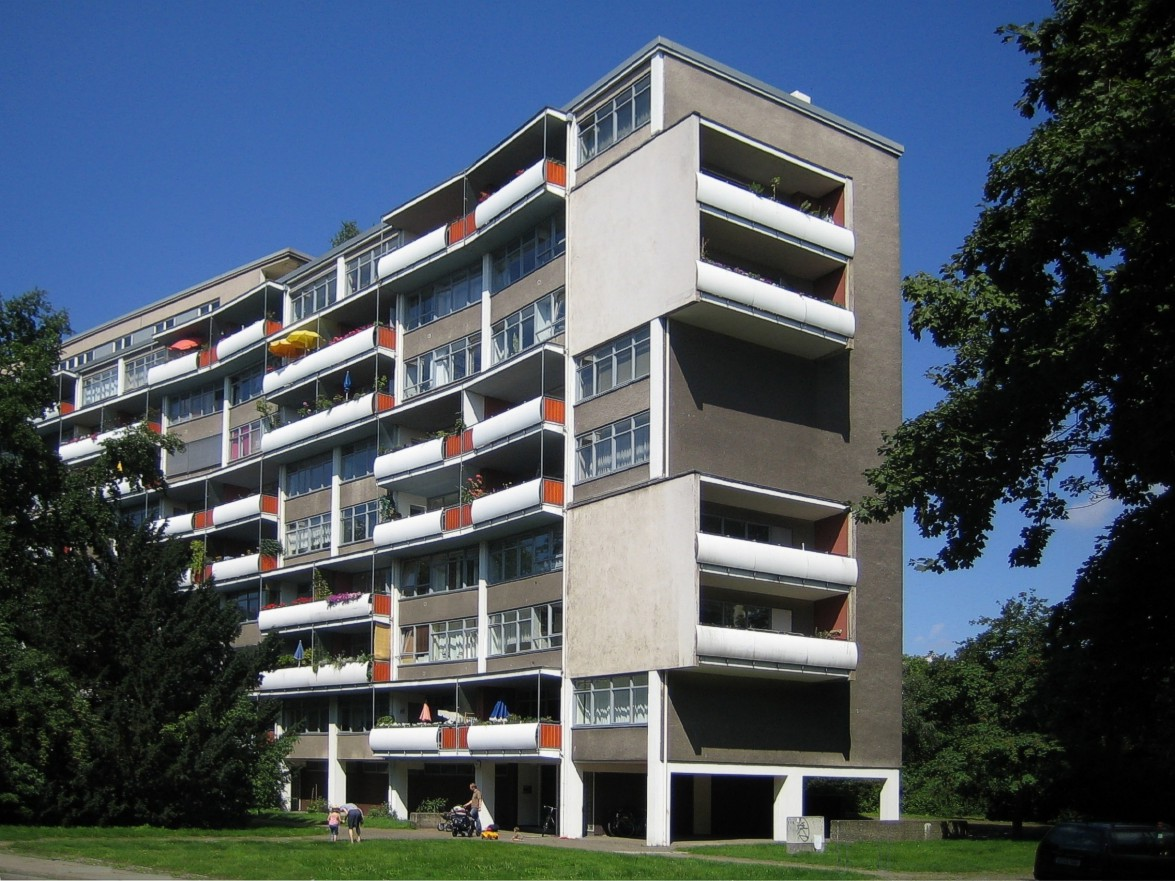
Walter-Gropius-Haus

Im vom Krieg vollständig zerstörten Hansaviertel in Berlin-Tiergarten entstanden im Rahmen der Internationalen Bauausstellung 1957 (Interbau) Wohneinheiten für jeweils 5.000 Menschen, versehen mit einer notwendigen Infrastruktur. Ein Großteil der rund 1.200 Wohnungen wurde durch Förderprogramme des sozialen Wohnungsbaus realisiert. Das neue Hansaviertel entstand als Gegenentwurf zu den damaligen Neubauten der Stalinallee (heute Karl-Marx-Allee). Mit ihnen realisierte die DDR im Osten Berlins Massenwohnungsbau, der sich an sowjetischer Monumentalarchitektur orientierte. Anstelle eines kilometerlangen, schnurgeraden Prachtboulevards entstand im Hansaviertel ein locker bebautes Viertel im Stil der Nachkriegsmoderne. 53 Architekten aus 13 Ländern, darunter international renommierte Vertreter wie Alvar Aalto, Egon Eiermann, Oscar Niemeyer und Walter Gropius entwarfen Hoch- und Flachbauten, die von zahlreichen Grünflächen umschlossen werden. Das Hansaviertel gilt als ein Vorzeigeprojekt moderner Stadtplanung und Architektur und wurde 1995 vollständig unter Denkmalschutz gestellt.

### Gropiusstadt

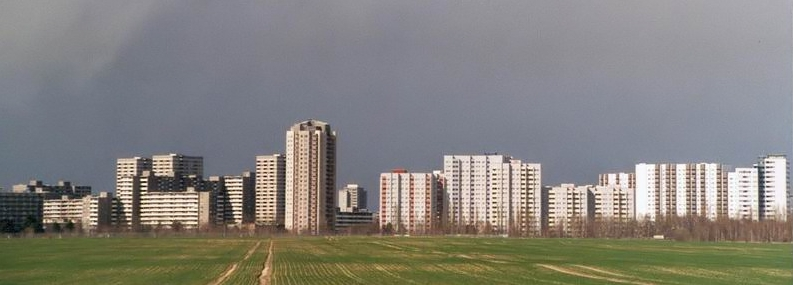
Gropiusstadt

Gropiusstadt wurde von dem Bauhaus-Architekt Walter Gropius entworfen und ist eine von sechs nach dem Zweiten Weltkrieg gebauten West-Berliner Großwohnsiedlungen. Die Satellitensiedlung mit 18.500 Wohnungen, von denen 90 Prozent als Sozialwohnungen errichtet wurden, entstand 1962 bis 1975 im Berliner Bezirk Neukölln. Der Architekt plante kreisrunde Baukörper, die sich mit Wohnvierteln, Einfamilienhäusern und großen Grünflächen für die Naherholung abwechseln. Mit dem Mauerbau änderten sich die Planungen und die Bauvorhaben wurden deutlich verdichtet: Auf 264 Hektar sollten fast 19.000 Wohneinheiten für mehr als 50.000 Menschen entstehen. Grünflächen wurden deutlich reduziert und statt der ursprünglich geplanten maximal fünf Geschosse entstanden wesentlich höhere Gebäude. 1986 wurden Maßnahmen zur Aufwertung des Wohnumfeldes vorgenommen, so die Neugestaltung des öffentlichen Raumes, die Einrichtung eines Jugendclubs und eines Quartiersmanagements.

### Märkisches Viertel

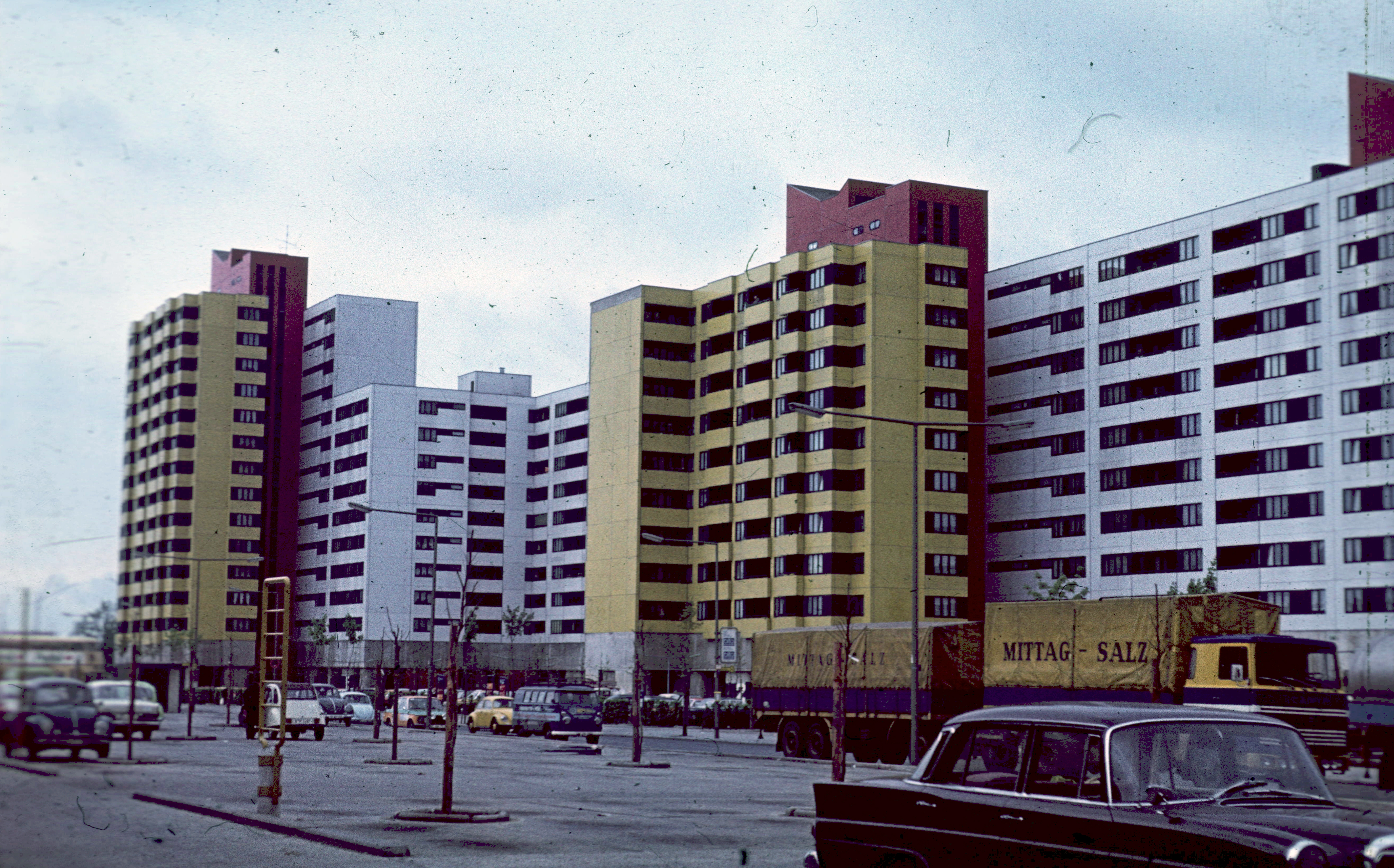
Märkisches Viertel (Foto: 1970)

Das Märkische Viertel wurde 1963 bis 1974 als Satellitenstadt im Bezirk Reinickendorf errichtet und umfasst circa 17.000 Wohnungen für 50.000 Bewohner. Die 3,2 km² große Trabantenstadt mit ihren bis zu zehnstöckigen Wohnblöcken erstreckt sich im Durchmesser über zwei Kilometer. Das Märkische Viertel ist die erste große Neubausiedlung des damaligen West-Berlins. Im Jahr 1962 beauftragte der Berliner Senat die Architekten Hans Christian Müller, Georg Heinrichs und Werner Düttmann mit einer städtebaulichen Gesamtkonzeption für das Gebiet. Über zwanzig in- und ausländische Architekten planten die zahlreichen Gebäude und schufen abwechslungsreiche Haus- und Wohnungsformen, die größere Flächen mit Einfamilienhäusern umrahmen. Das Märkische Viertel zeichnet sich durch seine vielen Wasser- und Grünflächen sowie seine vielfältige Infrastruktur aus. Die Siedlung hatte zu Beginn einen schlechten Ruf, der jedoch durch Ergänzung und Ausbau der Infrastruktur und der Gebäude verbessert werden konnte.

### Falkenhagener Feld

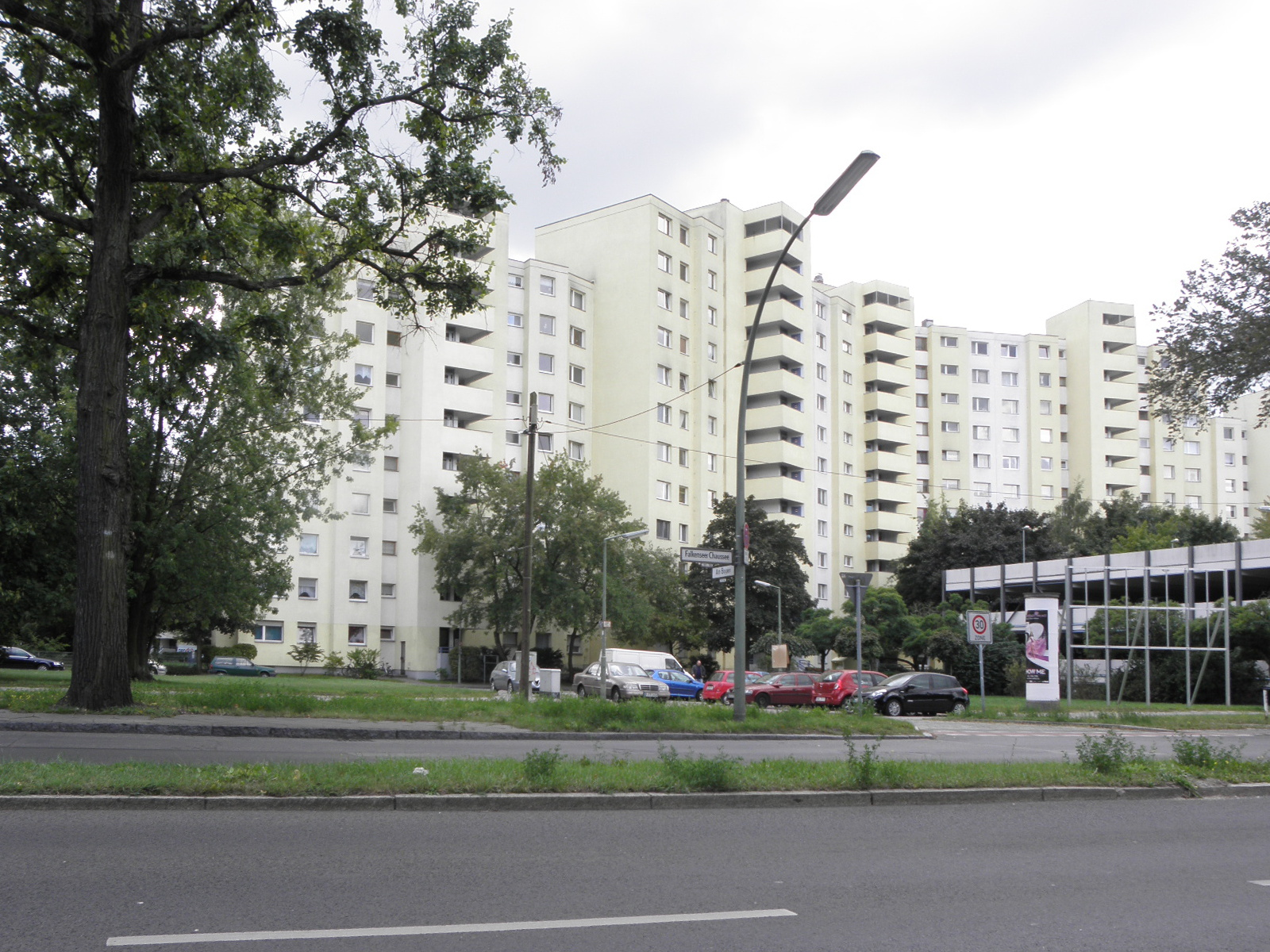
Falkenhagener Feld

1965 wurde mit dem Bau der städtischen Großsiedlung „Falkenhagener Feld“ im Bezirk Spandau begonnen. Eine Fertigstellung erfolgte erst in den 1990er Jahren. Das Areal ist charakterisiert durch ein Mosaik aus mehrstöckigen Gebäuden mit vielen Frei- und Grünflächen. Insgesamt leben in dieser Siedlung 21.000 Menschen in 10.500 Wohnungen. Aufgrund der Verschärfung von sozialen Problemen wurde durch den Bezirk ein Quartiersmanagement ins Leben gerufen, um soziale Konflikte zu vermeiden und nachteilige Folgen des wirtschaftlichen und demographischen Wandels zu beheben.

### Wohnblock 103
Im Rahmen der IBA 1987 begann ein Modellprojekt im Block 103 (Oranienstraße) in Kreuzberg mit der Sanierung von 23 Häusern nach ökologischen Gesichtspunkten. Die Arbeiten wurden in Kooperation mit den Bewohnern geplant und durchgeführt. Ziel des ökologischen Projektes war es, in einem innenstädtischen Altbauquartier hausübergreifend die Wohnqualität, das Wohnumfeld und die technische Infrastruktur nachhaltig zu verbessern. Gleichzeitig sollte die Kombination verschiedener ökologisch wirksamer Maßnahmen die Umweltbelastung und den Verbrauch von Energie und Wasser reduzieren.

### Wohnregal Admiralstraße

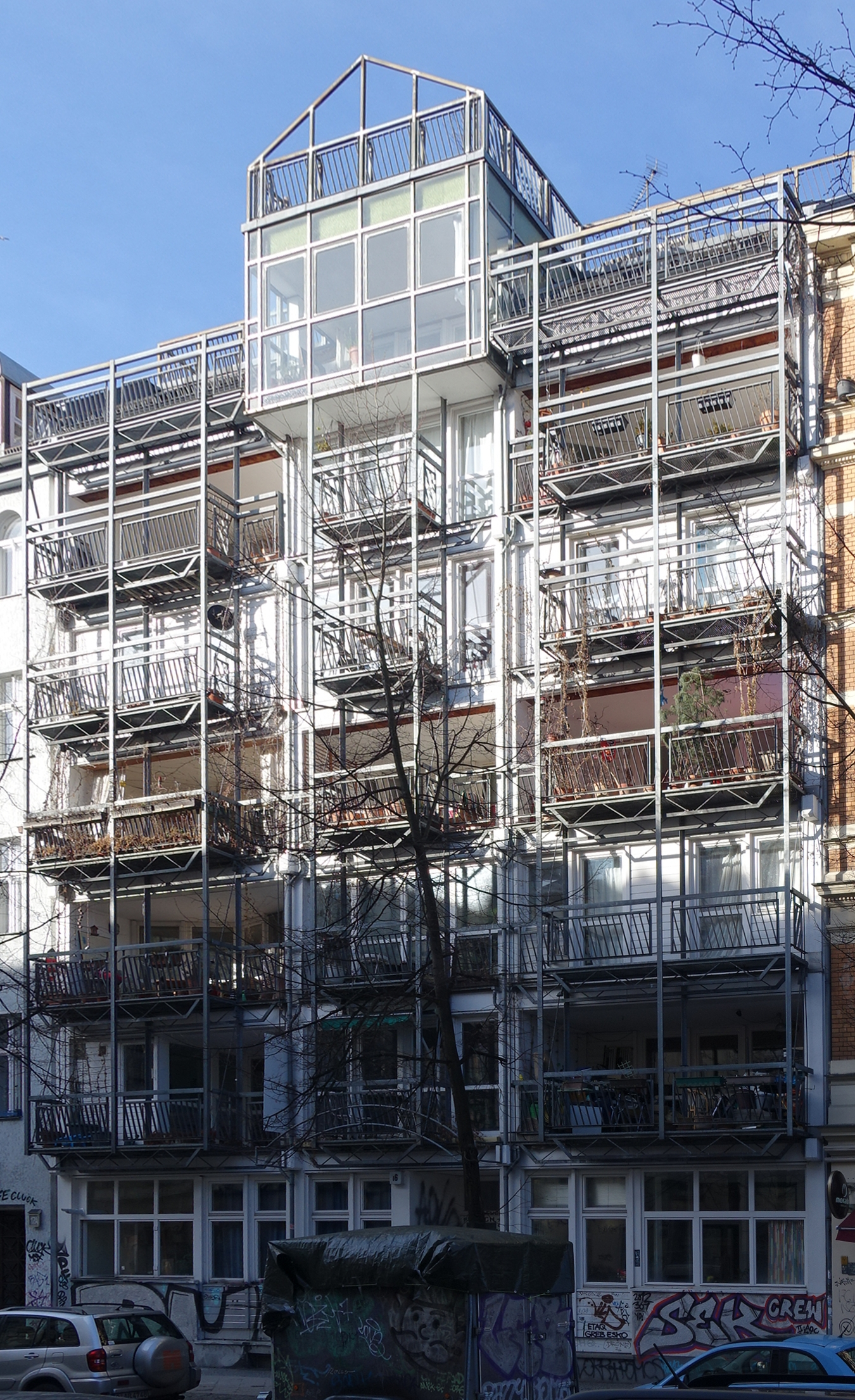
Wohnregal an der Admiralstraße 16

Ein weiteres Projekt der IBA 1987 liegt in der Admiralstraße in Kreuzberg. Das „Wohnregal“ wurde als Gegenentwurf zum Eigenheim im „Grünen“ vom Berliner Architekt Peter Stürzebecher konzipiert. Die Ausführung dieses Projektes gliederte sich als Selbsthilfeprojekt in die drei Phasen „gemeinsam Planen, gemeinsam Bauen, gemeinsam Wohnen“. Der siebengeschossige soziale Mietwohnungsbau in Gründerzeit-Fassadenarchitektur weist einige Besonderheiten auf: ein Gerüst mit Rankenpflanzen als Fortsetzung von Loggia und Terrasse sowie eine begrünbare Dachfläche.

### Heinrich-Böll-Siedlung Berlin-Pankow
Die Heinrich-Böll-Siedlung in Berlin-Pankow wurde 1995–1999 erbaut und setzt sich aus 17 Häusern mit insgesamt 450 Wohneinheiten zusammen. Mit diesem sozialen Miet-Wohnungsbau realisierte die GSW auf einem ehemaligen Gärtnereigelände ein Zukunftsmodell für kostengünstiges und ökologisches Bauen. Die Höfe zwischen den Häusern sind stark begrünt und die Wohnungen ausgestattet mit einer Terrasse, Balkon, Wintergarten oder einer Loggia. Bei der Heinrich-Böll-Siedlung wurde erstmals im Berliner Geschosswohnungsbau die Brettstapelbauweise eingesetzt, die ökologisch und ökonomisch einige Vorteile bietet. Für ein gesundes Wohnklima sorgen Wandheizung, Lehmputz und Naturfarben.

## Förderung des sozialen Wohnungsbaus in Berlin
Das Land Berlin konnte den gesetzlich geforderten Wohnraum für Sozialschwache nicht aus eigenen Haushaltsmitteln bereitstellen. Zur Entlastung ist daher der soziale Wohnungsbau in Berlin seit 1972 nicht unmittelbar und ausschließlich durch die öffentliche Hand finanziert worden, sondern in einer Öffentlich-Privaten Partnerschaft.
Berlin mobilisierte im Rahmen des sogenannten Ersten Förderwegs mit steuerlichen Vergünstigungen, besonderen Krediten und Bürgschaften, Anleger aus dem gesamten Bundesgebiet, in den sozialen Wohnungsbau in Berlin zu investieren. Private Kapitalanleger haben die Bauvorhaben als Bauherren durchgeführt und zur Finanzierung des Bauvorhabens Bankkredite aufgenommen. Von 1972 bis 1976 gab es eine Grundförderung über 15 Jahre und eine Anschlussförderung über weitere 15 Jahre. Gefördert wurden nicht die direkten Baukosten, sondern die Kreditkosten der Eigentümer. Der Eigentümer (Fondsgesellschaft) erhielt von der Investitionsbank Berlin (vormals Wohnungsbaukreditgesellschaft WBK) Aufwendungshilfen in Höhe der jährlichen Einnahmedefizite zwischen der Kostenmiete und der Sozialmiete. Die Kostenmiete errechnete sich aus den Kosten des Eigentümers für Fremdkapitalverzinsung, Eigenkapitalverzinsung, Bewirtschaftungskosten und Abschreibung (nach II. Berechnungsverordnung).
Seit dem Jahre 1976 wurden die Aufwendungshilfen zu 2/3 als Zuschuss und zu 1/3 als Darlehen gewährt. Auch diese Aufwendungshilfen wurden für 15 Jahre (Grundförderung) und nach Überprüfung für weitere 15 Jahre (Anschlussförderung) bewilligt.
Gründe für die Anwendungshilfen waren zum einen die hohen Bodenpreise und Baukosten in Berlin, die zu einer Kostenmiete von 18 €/m² führten. Um die Mieten tragbar zu machen, musste die Kostenmiete durch Subvention finanziert werden. Zum anderen hatte das Land Berlin aufgrund seiner damaligen Insellage und der damit verbundenen Gefahr des Eigentumsverlustes und der unsicheren Rendite bei langfristigen Investitionen, für die nachrangigen Kredite (1-b Darlehen) eine Bürgschaft geleistet. Der Bund hat dieser Bürgschaft eine Rückbürgschaft in Höhe von 50 Prozent genehmigt.
| Förderzeitraum | Art der Förderung                                                                                     | Anzahl Wohnungen |
| -------------- | --- | ---------------- |
| 1952–1968      | Baudarlehen                                                                                           | 272.000          |
| 1969–1971      | Annuitätshilfe für 30 Jahre                                                                           | 027.000          |
| 1972–1976      | Aufwendungsdarlehen: Grundförderung und Anschlussförderung jeweils 15 Jahre                           | 049.000          |
| 1977–1997      | Aufwendungshilfen: Grundförderung und Anschlussförderung jeweils 15 Jahre; 1/3 Darlehen; 2/3 Zuschuss | 069.000          |
| 1989–1997      | Baudarlehen, zuzüglich Aufwendungsdarlehen und Aufwendungszuschüsse                                   | 012.000          |
| Summe          | | 429.000          |

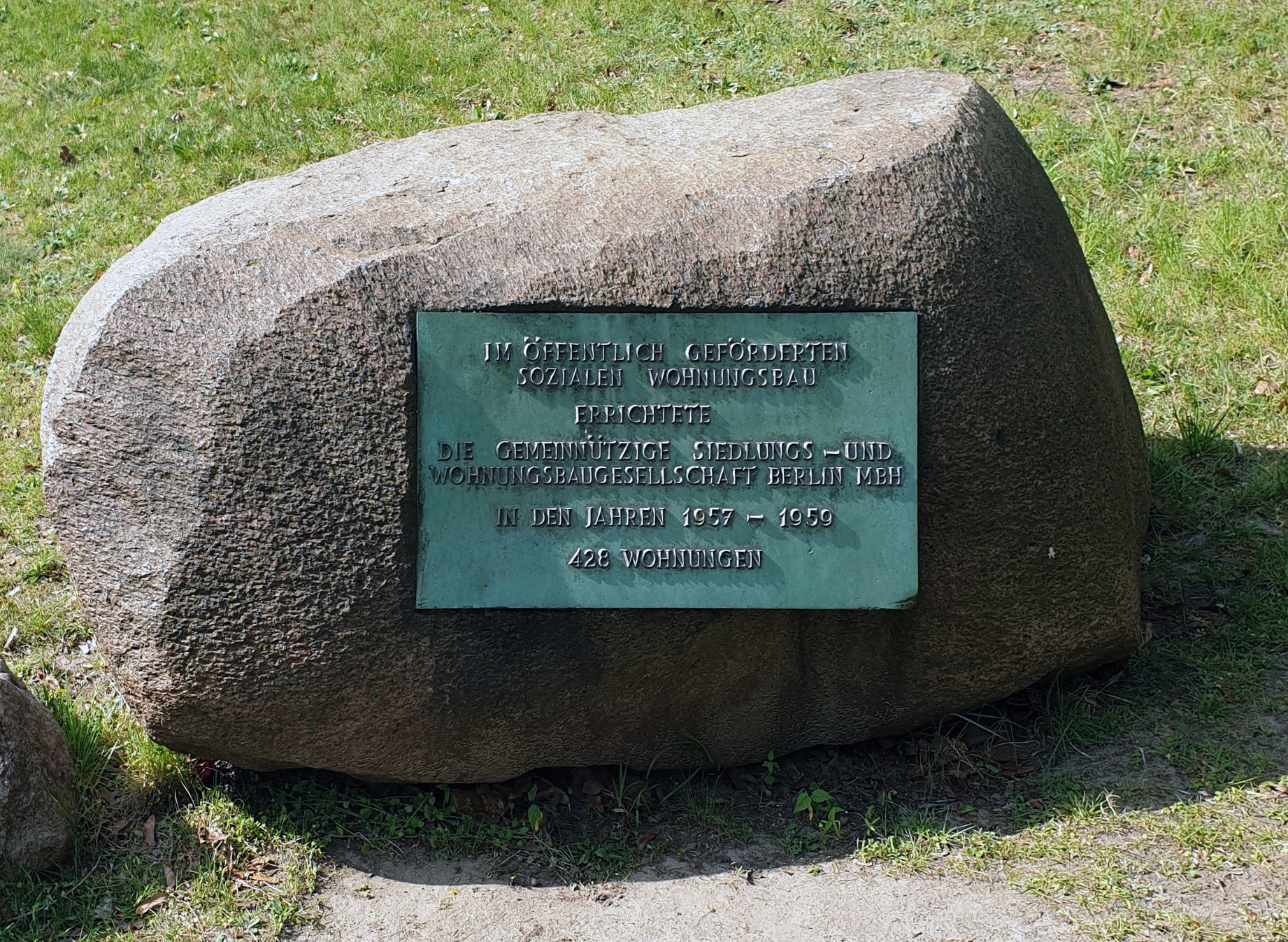
Gedenkstein, Am Gemeindepark 24, in Berlin-Lankwitz

Im Rahmen des Ersten Förderweges investierten insgesamt 12.000 mittelständische Anleger aus den alten Bundesländern in der Form geschlossener Immobilienfonds in den sozialen Wohnungsbau Berlins.
Ab 1991 wurde der soziale Wohnungsbau in Berlin in erster Linie über den Zweiten Förderweg unterstützt. Zielgruppe des Zweiten Förderweges waren Personen, die eine Sozialwohnung bewohnten, aufgrund eines gestiegenen Einkommens jedoch im Laufe der Zeit die Bemessungsgrenze überschritten hatten. Um diese zu einem Umzug zu bewegen, vereinbarten Senat und Bauherren Förderungen, deren Höhe sich an objektbezogene Kosten und einer Kostenmiete orientierte.
Ab 1995 gab es im Zweiten Förderweg nur noch eine Pauschalförderung, die wiederum 1998 von der Einkommensorientierten Förderung (EOF) abgelöst wurde. Dabei stellte der Eigentümer beziehungsweise die Hausverwaltung bei der Investitionsbank Berlin für den Mieter einen Antrag und reduzierte die Miete um die Höhe des Zuschusses. Die Einführung der EOF bedeutet gleichzeitig die Einstellung des Ersten Förderweges. Ab dem Jahr 2002 entfiel auch die EOF.
Aufgrund der desolaten Haushaltslage des Landes Berlin berief der Senator für Stadtentwicklung Peter Strieder 2002 eine Expertenkommission zur Einsparung von Aufwendungen im sozialen Wohnungsbau ein. Zu diesem Zeitpunkt lag in Berlin ein Wohnungsüberschuss von 100.000 Wohnungen vor. Da ein zukünftiger Mangel an einfachen Wohnungen als sehr unwahrscheinlich eingestuft wurde, sollten nach Auffassung der Kommission auch Einsparungslösungen in Betracht gezogen werden, die ein Auslaufen der Wohnungsbindungen vorsehen. „Eine Einstellung der Förderung kann in diesem Kontext als klare und harte Entscheidung interpretiert werden, mit der der Senat von Berlin seine Entschlossenheit demonstriert, die Haushaltskrise zu bewältigen.“ Die Expertenkommission diskutierte verschiedene Modelle für einen Ausstieg aus der Anschlussförderung des Ersten Förderweges. Eine Variante war die Einstellung der Förderung im sozialen Wohnungsbau. Diese Position mit dem vermeintlich höchsten Einsparpotenzial setzte sich durch. Im Februar und März 2003 beschloss der Senat Wowereit II den Totalausstieg aus der sogenannten Anschlussförderung für den sozialen Wohnungsbau und damit das Ende der Belegsbindungen.
Die Förderjahrgänge für 1972 bis 1986 erhielten also eine Anschlussförderung, die Jahrgänge 1987 bis 1997 gingen hingegen leer aus. Die bis dahin geltenden Anschlussförderrichtlinien 1996 wurden mit Wirkung vom 1. Januar 2003 außer Kraft gesetzt. Von der Entscheidung sind 659 Gesellschaften mit insgesamt 25.731 Wohnungen betroffen. Finanzsenator Thilo Sarrazin wich damit von der Empfehlung der Expertenkommission ab. Nach Aussagen der Kommission solle der Ausstieg aus dem bisherigen System mit einem Härteausgleich für die Mieter und dem Angebot von öffentlich-rechtlichen Verträgen an die Eigentümer zur weitgehenden Vermeidung von Insolvenzen kombiniert werden.
Finanzsenator Sarrazin (SPD) versprach 2,5 Milliarden Euro Einsparungen bis zum Jahr 2029. Stadtentwicklungssenator Peter Strieder (SPD) zweifelte in der Diskussion um den Ausstieg die Höhe der Einsparungen an. Nach seinen Berechnungen sei der Totalausstieg sogar um 84 Millionen Euro teurer als der von ihm favorisierte Ausstieg mit „modifizierter Förderung“.
Zudem veräußerte der Senat Berlin zahlreiche Sozialwohnungen aus dem eigenen Bestand: seit dem Mauerfall mehr als 310.000 Wohnungen durch den Verkauf von kommunalen Wohnungsbaugesellschaften. Das sind mehr als die Hälfte der ehemals 585.000 kommunalen Wohnungen. So wurde 2004 die GSW mit einem Bestand von 65.000 Wohnungen an ein internationales Konsortium zum Preis von 405 Millionen Euro verkauft. Die Kostenmieten liegen in Berlin heute oberhalb der Vergleichsmieten.

## Konsequenzen des Ausstiegs aus dem sozialen Wohnungsbau
- Das Land kann Belegs- und Mietbindungen ohne finanzielle Aufwendungen nur bei öffentlichen Wohnungsbaugesellschaften erreichen und muss bei privatisierten Gesellschaften Belegungsrechte einkaufen. Somit verringert sich die Anzahl von Sozialwohnungen in der Regel nach der Privatisierung von kommunalen Wohnungsbaugesellschaften.
- Der Ausstieg aus dem sozialen Wohnungsbau wird zu einer Verknappung von günstigem Wohnraum für Sozialmieter führen. Die Investitionsbank Berlin prognostiziert in ihrem Wohnungsmarktbericht von 2006, dass der Bestand an Sozialwohnungen in Berlin bis 2016 um rund 40 Prozent zurückgehen wird.
- Die Verknappung geht einher mit einem Anstieg der Mieten in bisherigen Sozialwohnungen. Von 11.500 Wohnungen, bei denen Ende 2007 die Grundförderung ausgelaufen ist, haben zum 31. Dezember 2007 mehr als 70 Prozent eine Mieterhöhung erhalten. Mieterschützende Maßnahmen in Form von Mietausgleich und Umzugshilfen belasteten den Berliner Haushalt bislang um mehr als 4 Millionen Euro.
- Mit dem Stopp der Förderung verlieren die Anleger nicht nur ihre ursprünglich erbrachte, steuerlich geförderte Einlage, sondern müssen jetzt nochmals einen Betrag aufbringen, der ihrem aufgebrachten Eigenkapital in etwa nochmals entspricht. Abhängig von der Rechtsform des Immobilienfonds sind erhebliche steuerliche Nachforderungen zu erfüllen, erhaltene Liquiditätsausschüttungen zurückzuzahlen bzw. Bankkredite aus der persönlichen Haftung der Anleger heraus zu begleichen. Es besteht eine akute Insolvenzgefahr für die Fonds und für die privaten Anleger.
- Im Rahmen der Anschlussförderung hat das Land Berlin für mehrere Milliarden Euro Ausfallbürgschaften im sozialen Wohnungsbau gezeichnet. Die 2002 vom Senat eingesetzte Expertenkommission geht bei der Insolvenz von 290 Gesellschaften davon aus, dass Bürgschaften in Höhe von 900 Millionen Euro in Anspruch genommen werden.

Für diese Bürgschaften gibt es Rückbürgschaften des Bundes über 50 Prozent des Betrages. Der Bund hingegen hat Ende August 2007 die Erstattung des Bundesanteils in einem Präzedenzfall abgelehnt. Wegen des Ausstiegs des Landes Berlins aus der Anschlussförderung, so die Begründung, sei der Bund zur Auszahlung nicht mehr verpflichtet. Dagegen hat das Land Berlin im Jahre 2008 geklagt. Das Land Berlin hat sowohl vor dem Landgericht Berlin als auch vor dem Kammergericht Berlin seine Klage verloren. Die Nichtzulassungsbeschwerde des Landes Berlin hat der Bundesgerichtshof abgewiesen.
- Im Falle von Zwangsversteigerungen von Objekten erhält der Ersteher das Objekt und das Grundstück, muss jedoch an den Erbbaurechtsgeber keine Erbbauzinsen zahlen. 134 vom Förderungsstopp betroffene Objekte befinden sich im Treuhandvermögen der Stadt Berlin. Im Mai 2008 waren 25 Insolvenzverfahren über Objekte des Liegenschaftsfonds Berlin anhängig.
- Die unabhängige Wirtschaftsprüfungs-Gesellschaft Dr. Röver & Partner KG kommt zu dem Ergebnis, dass durch die Entscheidung des Senats, die Anschlussförderung zu stoppen, keine Gelder eingespart werden, sondern mit Mehrbelastungen in dreistelliger Millionen-Euro-Höhe zu rechnen ist. Der Unterschied besteht im Wesentlichen in einer höheren Anzahl von Privatinsolvenzen (35 Prozent der GbR-Gesellschafter nach der Schätzung von Dr. Röver im Gegensatz zu 10 Prozent bei der Expertenkommission), und einem niedriger angesetzten Verkaufserlös im Falle einer Zwangsversteigerung (13-fache Nettokaltmiete bei Dr. Röver im Gegensatz zur 15-facher Netto-Kaltmiete bei der Expertenkommission).

Das Bundesverwaltungsgericht hat 2006 die Klage einer Fondsgesellschaft gegen den Beschluss des Berliner Senates abgewiesen. Eine anschließende Verfassungsbeschwerde wurde vom Bundesverfassungsgericht nicht angenommen. Die Entscheidung über die Annahme einer Individualbeschwerde durch den Europäischen Gerichtshof für Menschenrechte steht noch aus.

## Wiederbeginn mit dem sozialen Wohnungsbau
Durch die Wohnungsknappheit in Berlin begann der Senat 2015 den sozialen Wohnungsbau in Berlin wieder zu fördern. Nachdem zunächst in sehr begrenztem Maße neuer Wohnraum gefördert wurde, wurden die Mittel durch den Mietenvolksentscheid Berlin aufgestockt.